# 산베네데토인페릴리스
산베네데토인페릴리스(이탈리아어: San Benedetto in Perillis)는 이탈리아 아브루초주 라퀼라도에 있는 코무네이다. 현도 라퀼라에서 43km 거리에 있다.